# Oh Na-ra
Oh Na-ra (오나라?; Seul, 26 ottobre 1974) è un'attrice sudcoreana.

## Filmografia

### Cinema
- Kim Jong-uk chatgi (김종욱 찾기), regia di Jang Yoo-jeong (2010)
- Sesang-eseo gajang aremda-un ibyeol (세상에서 가장 아름다운 이별) (2010)
- Dancing Queen (댄싱퀸), regia di Lee Seok-hoon (2012)
- Gyeolhonjeon-ya (결혼전야), regia di Hong Ji-young (2013)
- Working Girl (워킹걸), regia di Jung Bum-shik (2015)

### Televisione
- Dalkomhan na-ui dosi (달콤한 나의 도시) – serie TV (2008)
- Eommado yeppeuda (엄마도 예쁘다) – serie TV (2010)
- Yeokjeon-ui yeo-wang (역전의 여왕) – serie TV (2010-2011)
- Miss ajumma (미쓰 아줌마) – serie TV (2011)
- Sindeur-ui manchan (신들의 만찬) – serie TV (2012)
- Ya-wang (야왕) – serie TV (2013)
- Saranghaeseo namjuna (사랑해서 남주나) – serie TV (2013-2014)
- Haetbit no-injeong-ui gimakhan jangryesik (햇빛 노인정의 기막힌 장례식), regia di Lee Sung-joon – film TV (2013)
- Yu-na-ui geori (유나의 거리) – serie TV (2014)
- Hyde Jekyll, na (하이드 지킬, 나) – serie TV (2015)
- Yong-par-i (용팔이) – serie TV (2015)
- Remember - Adeur-ui jeonjaeng (리멤버 - 아들의 전쟁) – serie TV (2015-2016)
- Dor-a-wa-yo ajeossi (돌아와요 아저씨) – serie TV (2016)
- Okjunghwa (옥중화?) – serie TV (2016)
- Chicago tajagi – serie TV, 16 episodi (2017)
- Na-ui ajeossi (나의 아저씨?) – serie TV (2018)
- Sipsi-ilban (십시일반?) (2020)
- Behind Every Star (연예인 매니저로 살아남기?, Yeon-ye-iun maenijeoro sar-anamgiLR) – serie TV (2022)